# Kraan (machine)

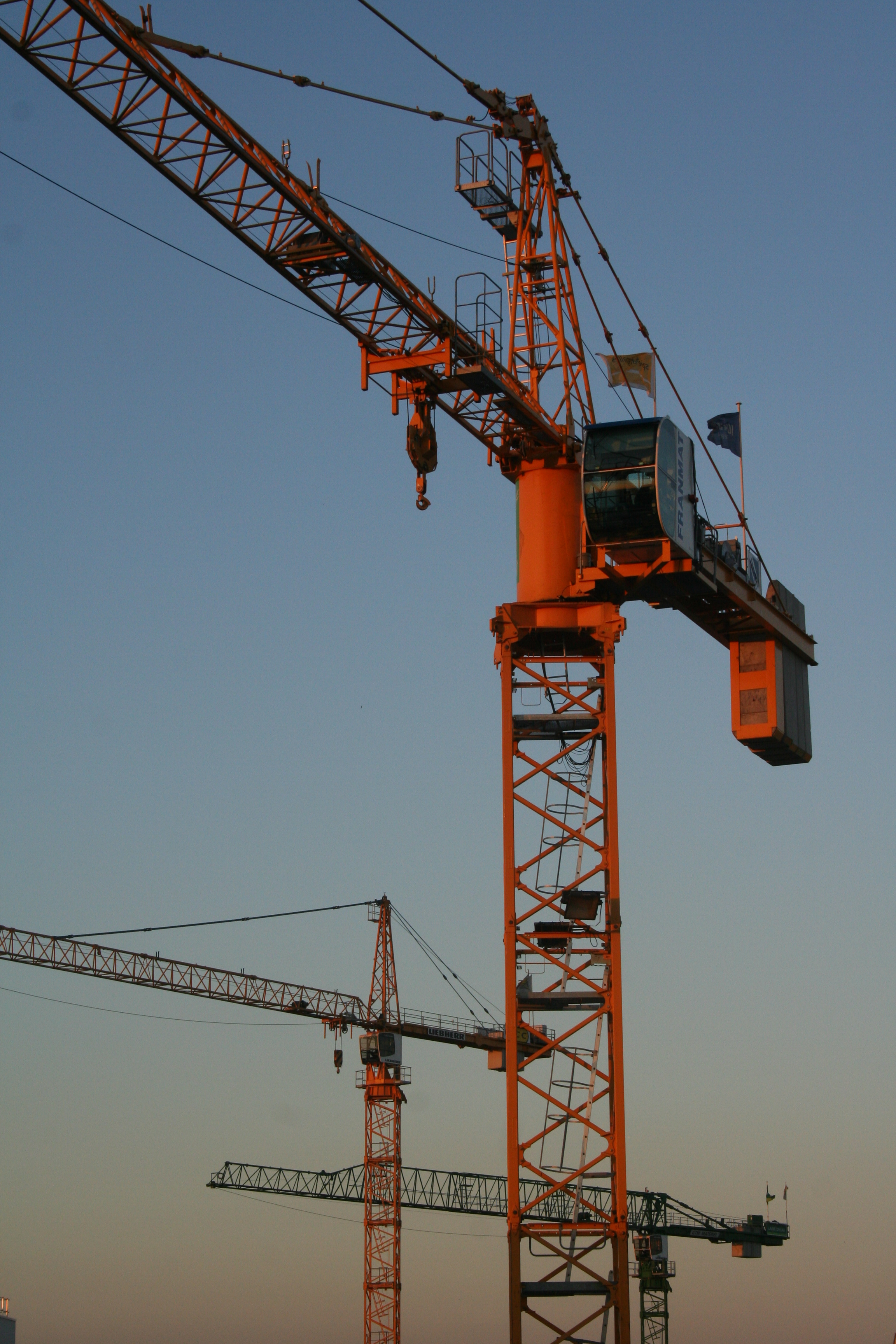
Torenkranen voor constructiewerk

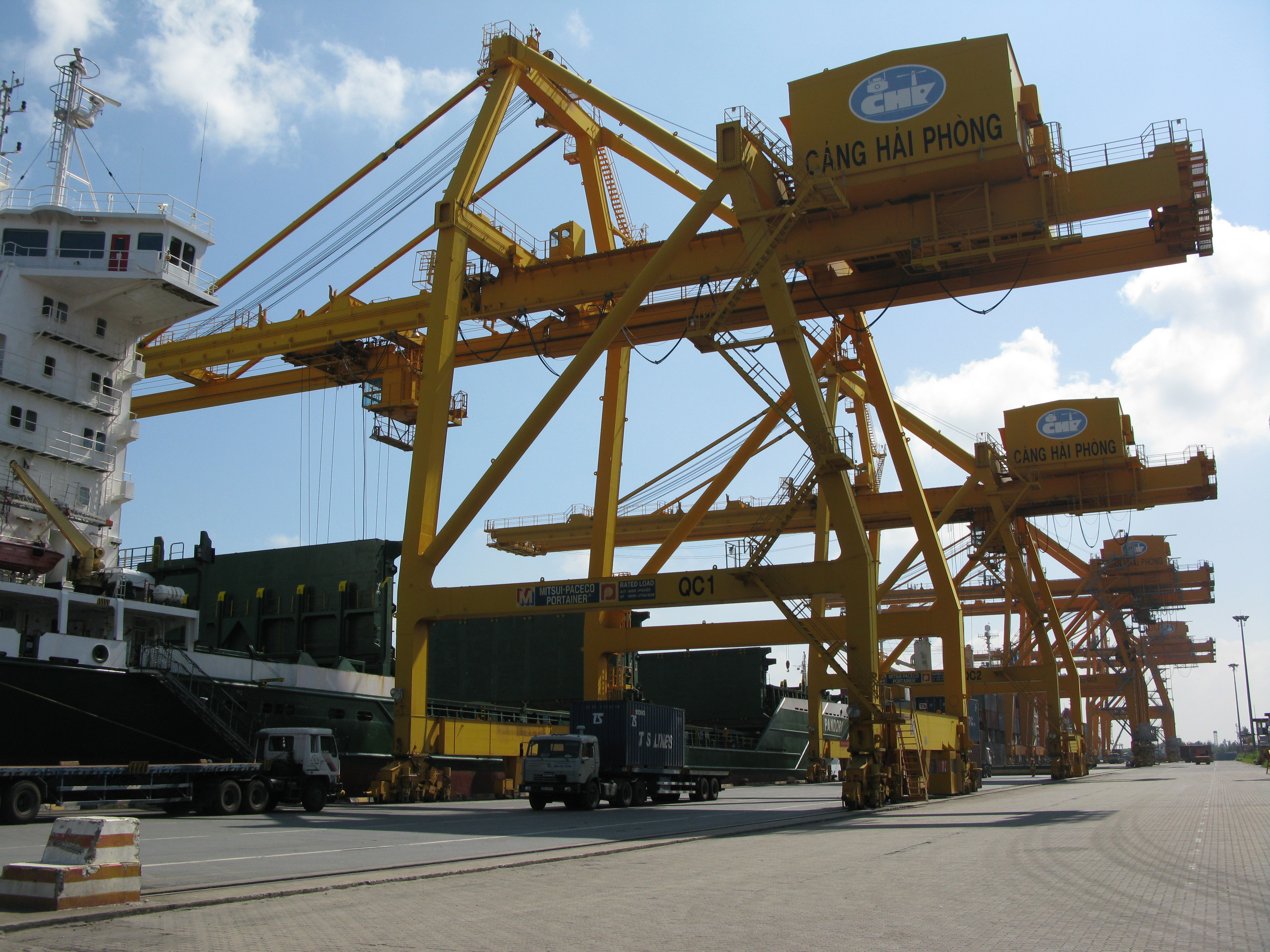
Containerkranen op een havenkade

Een hijskraan is een hijswerktuig waarmee zware lasten gehesen en horizontaal verplaatst kunnen worden. Een kraan wordt gebruikt om goederen omhoog te hijsen, te laten zakken of om objecten te verplaatsen. Veelal worden hiervoor staalkabels gebruikt om de hijshaak via hijsblokken met een lier omhoog en omlaag te verplaatsen. De kabels lopen veelal via een giek die kan zwenken en op- en aftoppen om de last horizontaal te verplaatsen.
Toepassing vindt vooral plaats in de bouw en in de transportsector voor los- en laadklussen. Dikwijls zijn kranen tijdelijke constructies, hetzij aan de grond bevestigd, hetzij op een verrijdbare constructie, zoals op een vrachtauto. De grootste kranen zijn te vinden op kraanschepen.

## Geschiedenis
Hijskranen bestonden al in de oudheid. Hiervoor werden onder andere een rechtmast (schalk) met tuien gebruikt en een kaapstander voor het ophijsen. In de Middeleeuwen was een 15e-eeuwse kraan in gebruik voor de havenactiviteiten op de Haverwerf te Mechelen. Deze kraan werd aangedreven door kraankinderen die in een rad voortstapten. Ondanks protest van de archeologische kring werd de kraan in 1887 afgebroken. Nu bestaan er in België 493 soorten hijskranen waaronder Cobro en IJzelkerck en in Nederland wel meer dan 600 soorten zoals Vleingen en De Boer. In Frankrijk meer dan 2000 en in Portugal rond de 1420. In Rusland wel ongeveer 8950 en in Canada staan ongeveer 5000 hijskranen, waaronder de grootste ter wereld van 391 meter hoog. Een normale hijskraan is ongeveer 20 tot 30 meter.

### Antieke Griekse kranen
De kraan voor het ophijsen van zware voorwerpen werd aan het eind van de zesde eeuw voor Chr. door de Oude Grieken uitgevonden.

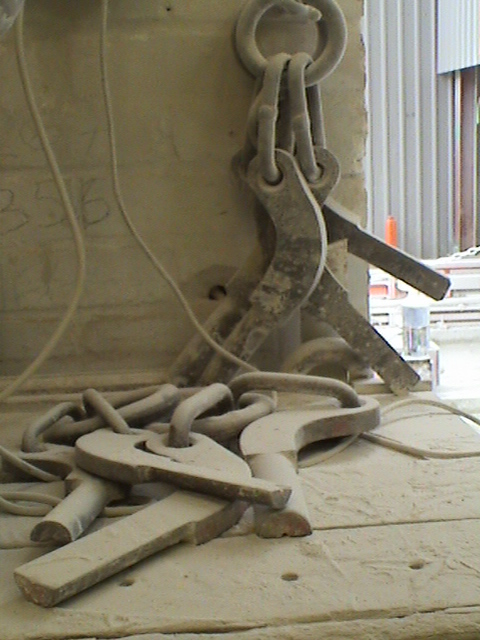
Lewisbeugels in een steenhouwerij

|  |  |

Vanaf 515 v. Chr. zijn heftangen en Lewisbeugels gebruikt bij het ophijsen van steenblokken voor de bouw van Griekse tempels, hetgeen te zien is aan de achtergebleven kerven in de stenen. Daar de kerven over het zwaartepunt of paarsgewijs op gelijke afstand van het zwaartepunt zitten nemen archeologen aan dat toentertijd kranen gebruikt zijn.
Door de invoering van hefwerktuigen die met een lier en katrollen werkten, raakte de sleephelling voor het verticale transport in onbruik. In de daarop volgende twee eeuwen werden er op Griekse bouwplaatsen steeds lichtere materialen gebruikt. In tegenstelling tot de archaïsche periode (700–500 v. Chr.), waarbij de grootte van de te verwerken steenblokken steeds verder toenam, bestaan de klassieke Griekse tempels zoals het Parthenon uit steenblokken die minder dan 15 tot 20 ton zwaar zijn. Tegelijkertijd ging men zuilen uit meerdere ronde stenen bouwen in plaats van monolithische zuilen.
Ofschoon de historische achtergronden over de invoering van de kraan onduidelijk blijven neemt men aan dat de instabiele sociale en politieke toestand in Griekenland voordelig was voor kleine en professionele bouwondernemingen. Hierdoor lijkt het gebruik van kranen door de inwoners van Polis meer voordeel te hebben dan het gebruik van sleephellingen, waarbij zeer veel arbeiders nodig waren. In de autocratische gemeenschappen, zoals het Oude Egypte en Assyrië, bleven wel de sleephellingen in gebruik.
De eerste, duidelijke vermelding van een hijswerktuig met meerdere katrollen staat in Mechanische problemen (Mech. 18, 853a32–853b13), die aan Aristoteles (384–322 v. Chr.) toegeschreven wordt. Ongeveer tegelijkertijd waren de steenblokken voor de Griekse tempels weer even groot als die van de voorgaande archaïsche tempels, wat erop wijst dat in die tijd het hijswerktuig met meerdere katrollen op Griekse bouwplaatsen zijn plaats had verworven.

### Antieke Romeinse kranen

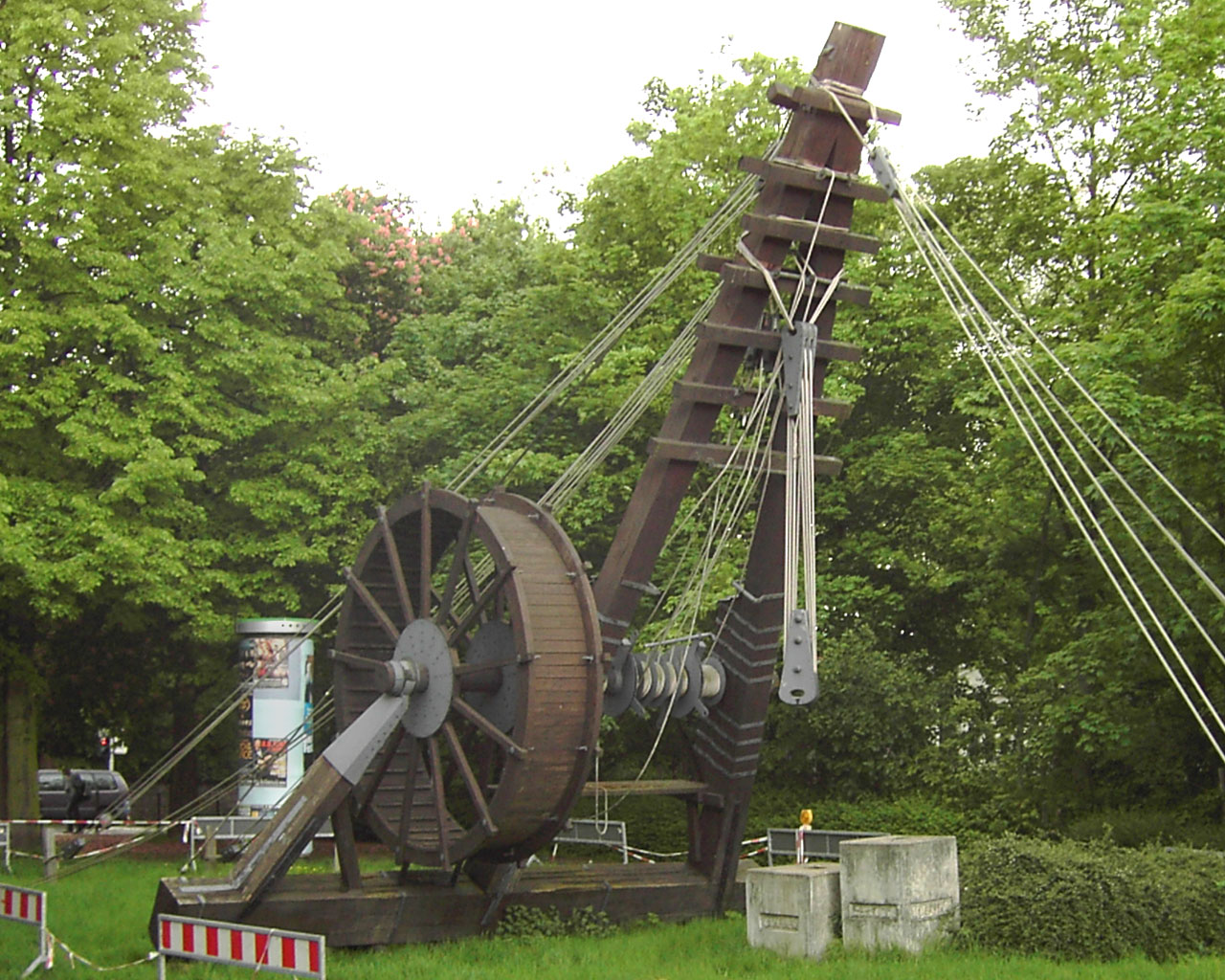
Reconstructie van een Polyspastos in Bonn

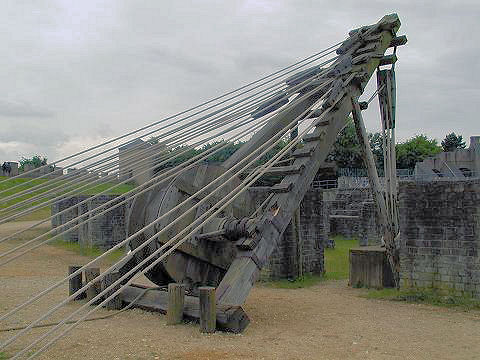
Reconstructie van een Romeinse bouwkraan in Xanten

Een bijzonder belangrijke rol in de bouwwereld heeft de Romeinse kraan gespeeld. De Romeinen ontwikkelden de Griekse kraan verder. Dankzij de uitvoerige geschriften van Vitruvius en Heron van Alexandrië weten wij relatief veel van de Romeinse hijstechniek.  Het staat in De architectura 10.2, 1-10 van Vitruvius en de Mechanica 3.2-5 van Heron. Bijzonder gedetailleerde afbeeldingen van Romeinse tredkranen zijn te vinden op twee antieke reliëfs op de grafsteen van Haterii uit het einde van de eerste eeuw na Chr.
De eenvoudigste Romeinse kraan had drie katrollen en werd een Trispastos genoemd. Deze bestond uit een hefboom, haspel, touw en een hijsblok met drie katrollen, wat een overbrengingsverhouding van 3 op 1 geeft. Zwaardere kraantypen hadden hijsblokken met vijf katrollen, Pentaspastos, en de grootste kraan had zelfs drie hijsblokken van elk vijf katrollen. Ze bestonden verder afhankelijk van de maximale belasting uit twee, drie of vier hefmasten. De Polypastos kon met een haspel bediend door vier man al 3000 kg hijsen, 3 touwen x 5 katrollen x 4 man x 50 kg = 3000 kg. Kranen waarbij de haspel door een tredrad was vervangen konden zelfs met twee man 6000 kg heffen, doordat het tredrad een grotere doorsnee heeft en zo een grotere overbrenging. Dit betekent dat het maximale hefvermogen van de Romeinse Polypastos met 3000 kg per persoon zestigmaal groter was dan het gebruikte hefvermogen bij de bouw van de piramiden, waar ongeveer 50 arbeiders nodig waren om een 2,5 ton zwaar steenblok een sleephelling op te trekken.
Er staat in Bonn een reconstructie van een 10,4 m hoge Romeinse Polyspastos buiten tentoongesteld. Er zijn archeologische aanwijzingen dat de Romeinen een techniek beheersten om duidelijk grotere gewichten verticaal op te hijsen. Bij talrijke Romeinse bouwwerken zitten op grotere hoogte veel zwaardere steenblokken dan de Polypastos kon ophijsen. Zo wegen de architraven van de Jupitertempels in Baalbek, die ongeveer 19 m boven de grond zitten tot 60 ton en de steenblokken van de hoekkroonlijsten wegen zelfs meer dan 100 ton, terwijl het 53,3 ton zware kapiteelblok van de zuil van Trajanus in Rome tot een hoogte van ongeveer 34 m is opgehesen.
Men neemt aan dat de Romeinse ingenieurs deze buitengewoon zware gewichten door twee maatregelen konden beheersen. Ten eerste werd, zoals door Heron in zijn Mechanica werd voorgesteld, een houten hijstoren gebouwd, waarvan de vier zijden de vorm van een vierkant hadden, lijkend op een belegeringstoren, maar met een zuil in het midden van de constructie. Ten tweede werden aan de voet van de toren verscheidene kaapstanders geplaatst. Kaapstanders hadden het voordeel boven regelmatige viervlakken dat er meer bij elkaar konden worden gezet, dus dat er zo meer arbeiders en trekdieren konden meehelpen. Het gebruik van kaapstanders werd ook door Ammianus Marcellinus bij het oprichten van de Lateranense obelisk in het Circus Maximus beschreven, omstreeks 357 n.Chr. Het maximale hijsvermogen van antieke kaapstanders kan uit het aantal Lewisbeugelgaten worden afgeleid in de monolieten. In de architraafblokken van Baalbek, die tussen de 55 en 60 ton wegen, wijzen de acht gaten op het gebruik van acht kaapstanders, die ieder 7,5 ton konden tillen, 60 ton / 8 gaten = 7,5. Zulke zware gewichten ophijsen vroeg een grote concentratie en coördinatie van de bij het ophijsen betrokken arbeiders.

### Middeleeuwse kranen

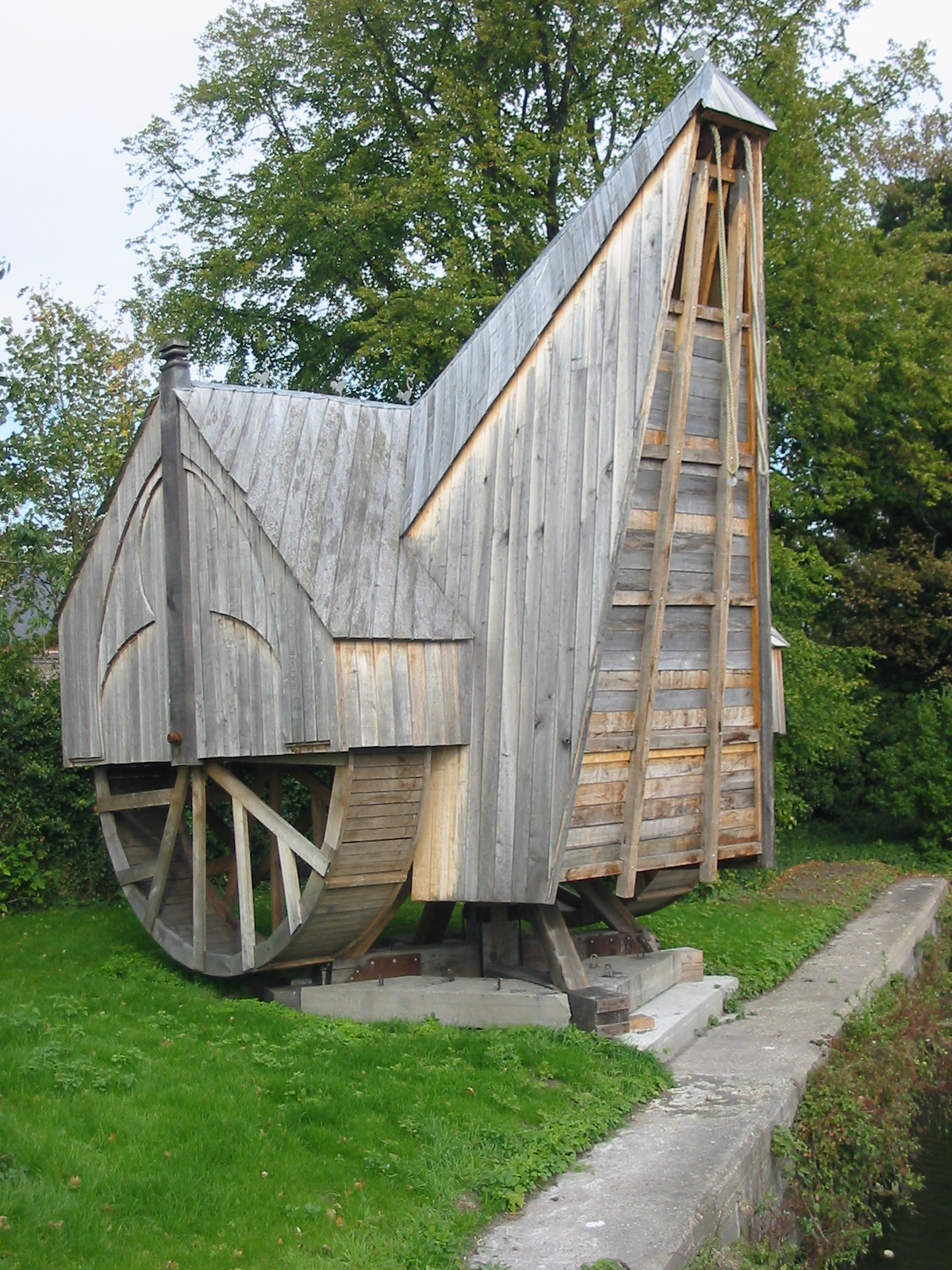
Moderne reconstructie van de middeleeuwse draaikraan in Brugge

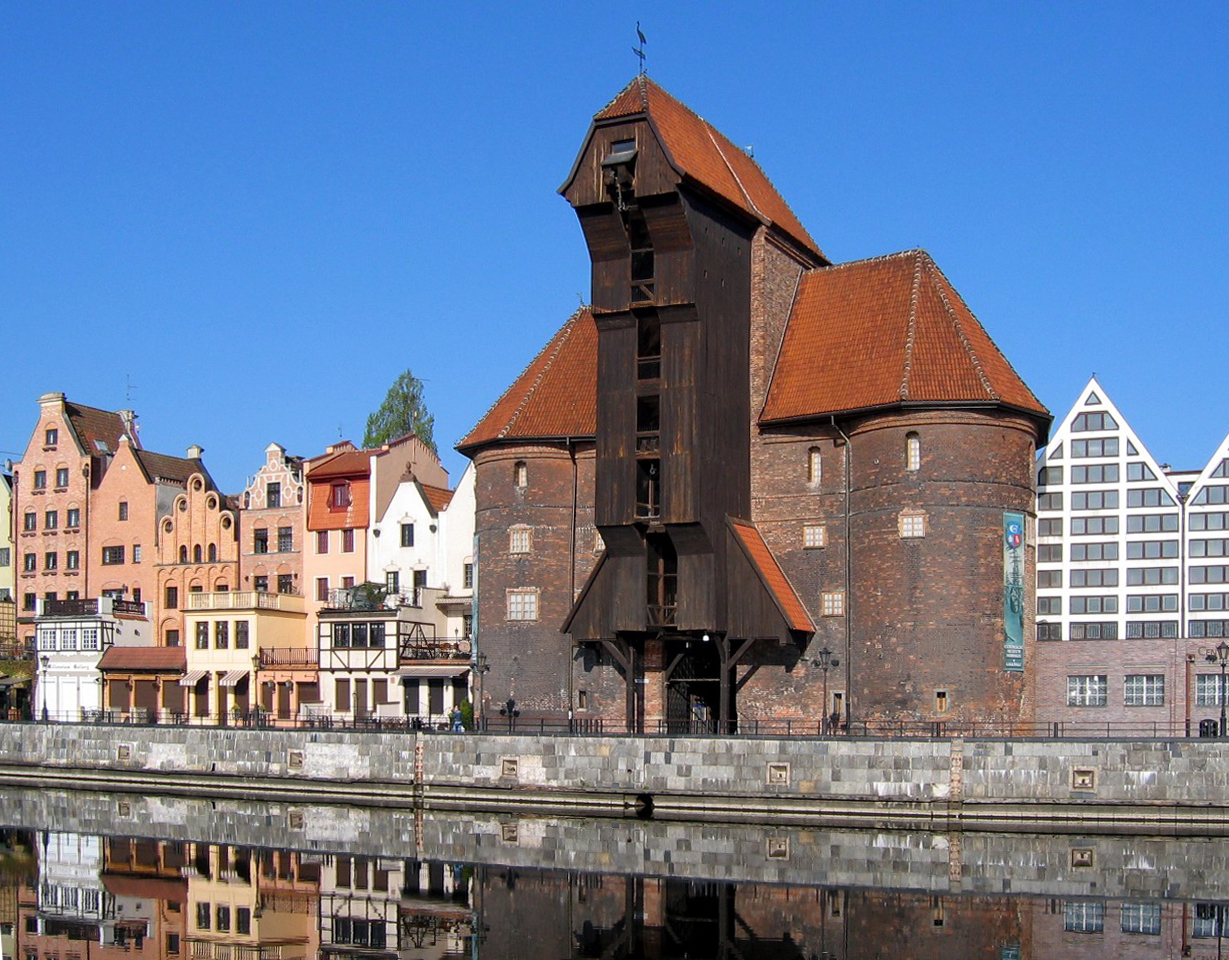
Middeleeuwse havenkraan in de vroegere Hanzestad Danzig

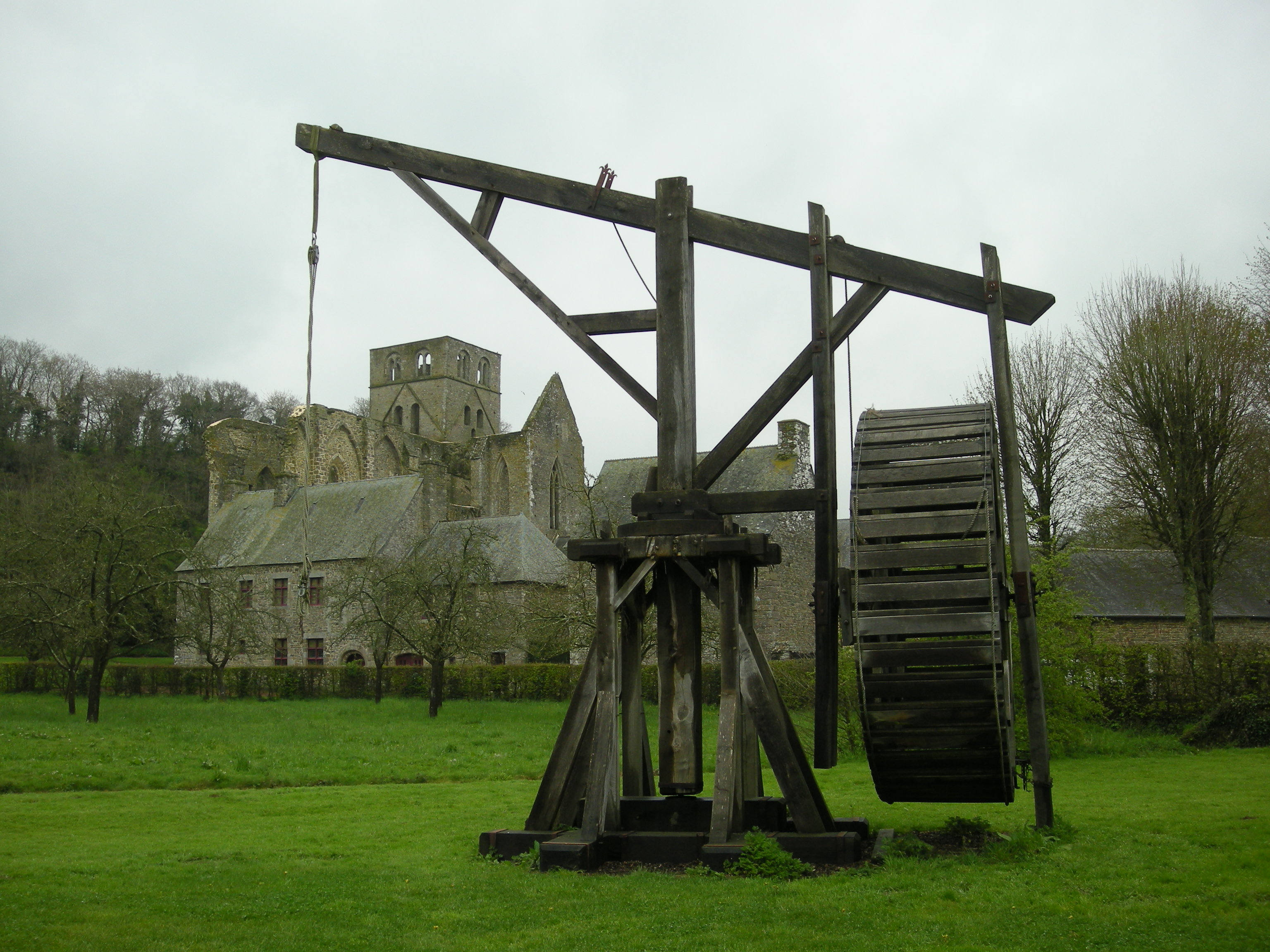
Reconstructie van een middeleeuwse tredradkraan

Nadat de tredkraan met de val van het West-Romeinse Rijk in West-Europa in onbruik geraakt was, werd de hijstechniek in de Hoge middeleeuwen weer groots ingezet. De vroegste vermelding van een tredkraan (magna rota) is te vinden in Franse bronnen omstreeks 1225, gevolgd door een illustratie in een handschrift van 1240, die waarschijnlijk eveneens van Franse herkomst is. In de scheepvaart zijn het vroegste gebruik van havenkranen in Het Gein bij Utrecht 1244, Antwerpen 1263, Brugge 1288 en Hamburg 1291 beschreven, terwijl in Engeland de tredkraan voor het eerst in 1331 wordt genoemd.

## Oorsprong
Waardoor de tredkraan opnieuw in gebruik werd genomen is niet bekend, maar de terugkeer op de middeleeuwse bouwplaatsen moet zonder twijfel in nauwe samenhang met de komst van de gotiek gezien worden. De tredkraan kon een verdere technische ontwikkeling van de windas zijn, met eenzelfde structuur en mechaniek. De middeleeuwse tredkraan kan echter ook een verdere ontwikkeling van de Romeinse kraan zijn, zoals die in Vitruvius werk De architectura beschreven is, dat in veel kloosterbibliotheken te vinden was. Evenzo kan de terugkeer ook door het waterrad gekomen zijn, waarmee de vroegste tredradconstructies veel gelijkenis vertonen.

#### Structuur en plaatsing
Het middeleeuwse tredrad bestond uit een groot, houten rad, dat om een as draaide en een loopvlak had, dat breed genoeg was voor twee naast elkaar lopende arbeiders. Terwijl bij de vroegste raderen het ‚Kompas-type’ de spaken direct in de as staken, hadden latere modellen‚ armen van het Haak-type, die aan de zijkant van de as bevestigd waren. Deze constructie maakte het mogelijk dunnere assen te gebruiken, waardoor de hefarm langer werd en er zo meer kracht uitgeoefend kon worden.

#### Werking en mechanisch gedeelte

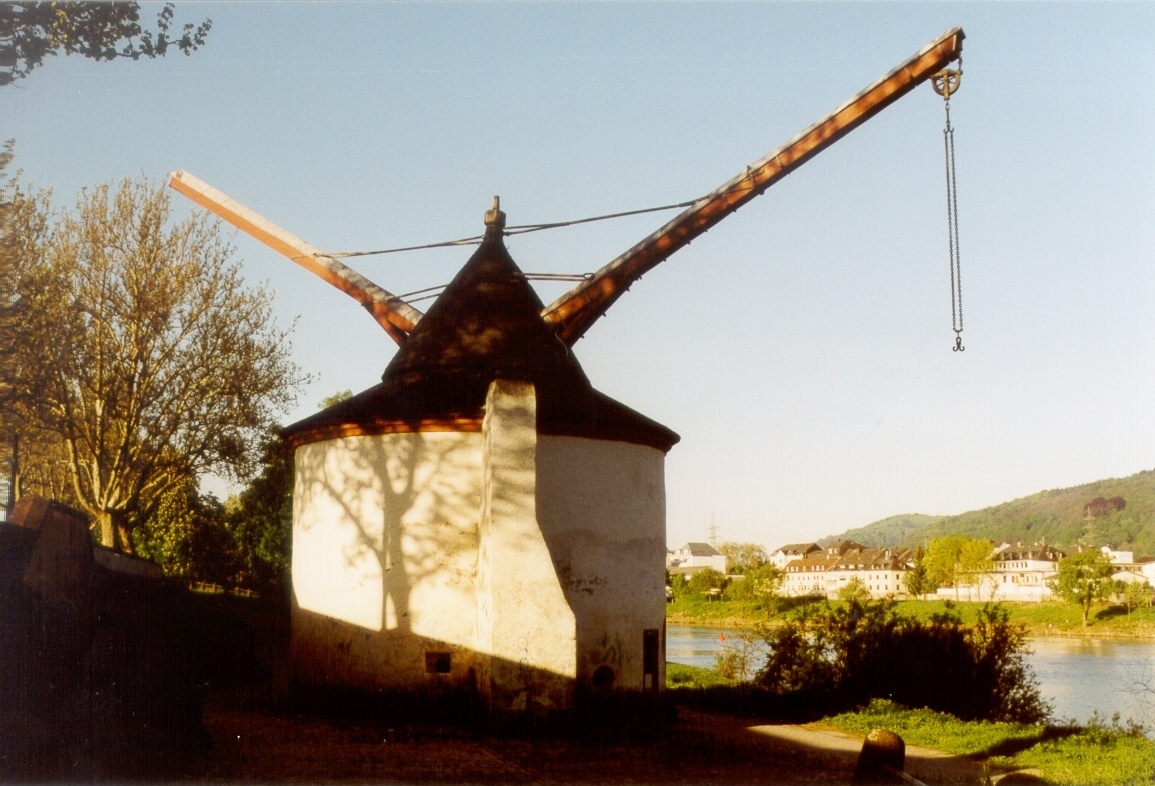
Torenkraan uit 1413 in de binnenhaven van Trier

In tegenstelling tot de moderne kranen bewogen de middeleeuwse kranen op precies dezelfde wijze als hun antieke voorgangers. Ze waren in de eerste plaats geschikt voor omhoog hijsen en nauwelijks in staat horizontaal een gewicht te verplaatsen. Daarom wordt aangenomen dat bij de bouw van gebouwen de kraan de steenblokken vanaf de grond direct op hun plaats hees of van een plaats die tegenover het midden van de muur lag waardoor de arbeiders aan beide zijden van de muur bouwmateriaal konden krijgen. Daarnaast bediende de kraanmeester, die de arbeiders gewoonlijk van buiten de kraan orders gaf, een touw waarmee de lading zijdelings kon worden verplaatst. Zwenkkranen, die een rotatie van de lading mogelijk maakten en derhalve bijzonder geschikt waren voor het lossen en laden aan de havenkade, waren er al vanaf 1340. Terwijl langwerpige steenblokken met banden, Lewisbeugels of steenscharen opgehesen werden, konden bij andere goederen korven, kisten, pallets of touwen gebruikt worden.
Het is noemenswaard dat de middeleeuwse kraan zelden een teruglooppal of een rem had om te voorkomen dat de lading weer naar beneden ging. Dit was waarschijnlijk ook niet nodig doordat het rad een grote wrijvingsweerstand had.

#### Havenkraan

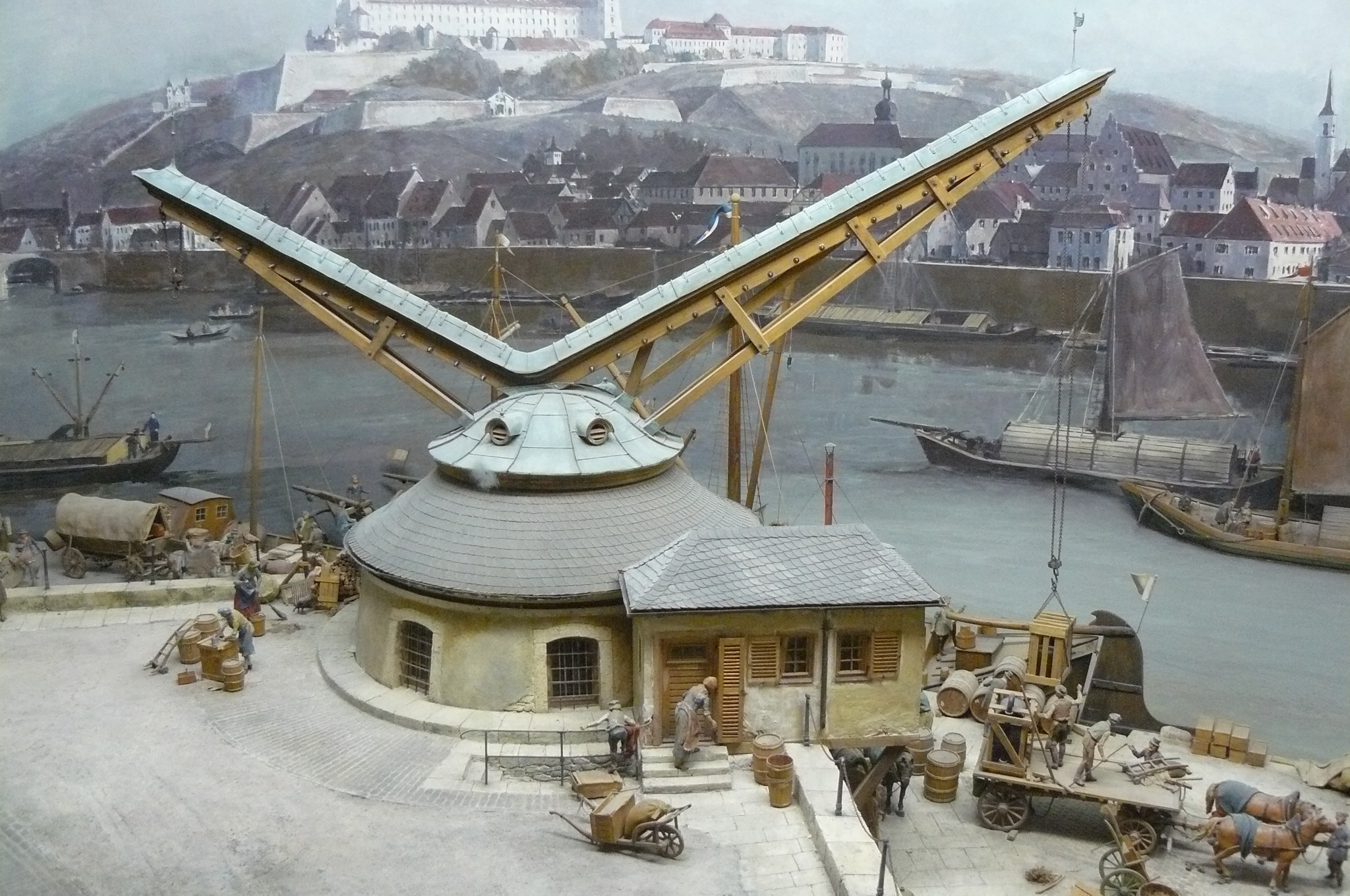
Model van havenkraan in Würzburg, gebouwd in 1768-1773

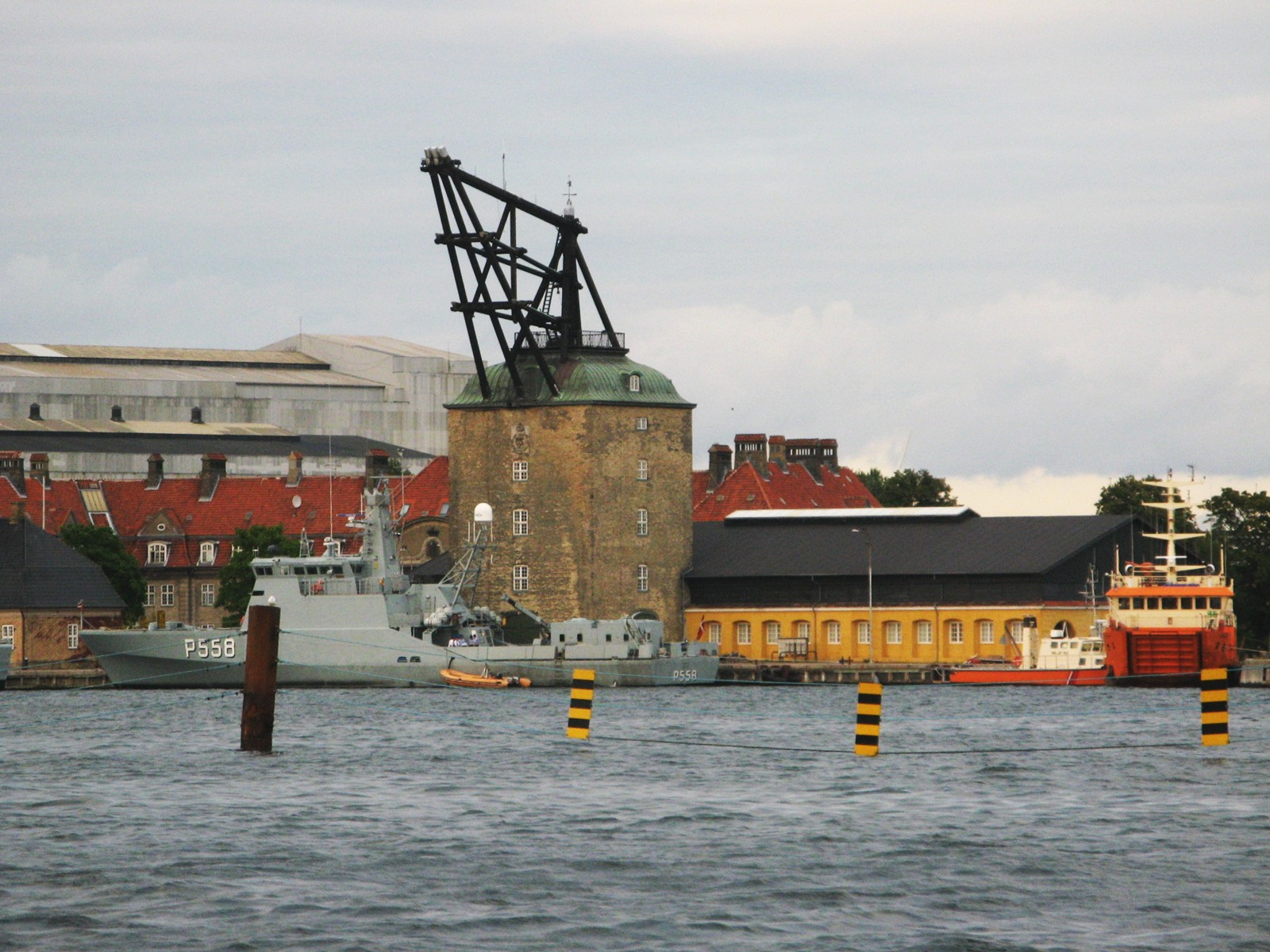
Torenkraan uit 1742 in Kopenhagen voor het oprichten van Scheepsmasten

De stationaire havenkraan werd waarschijnlijk niet voor de middeleeuwen uitgevonden. De typische havenkraan was een draaibare constructie, die twee tredraderen had. Deze kraan werd aan de havenkade gebruikt voor het laden en lossen van vrachtgoederen uit schepen, waar zij oudere hijsmethoden zoals met een windas, wip of ra vervingen of aanvulden.
Er worden twee typen havenkranen onderscheiden met verschillende geografische zwaartepunten:
- een bokkraan, waarbij de gehele constructie om een centrale, verticale as draait en die gewoonlijk bij de Vlaamse en Nederlandse kusten te vinden waren.
- een torenkraan, waarbij de lier en loopraderen in een vaste toren zitten en alleen de giek en het dak draait en die in de Duitse zee- en binnenhavens veel voorkwamen. Interessant genoeg werden de kadekranen niet toegepast in het Middellandse Zeegebied en in de hoog ontwikkelde Italiaanse havensteden, waar de arbeidsintensieve sleephellingen in gebruik bleven.

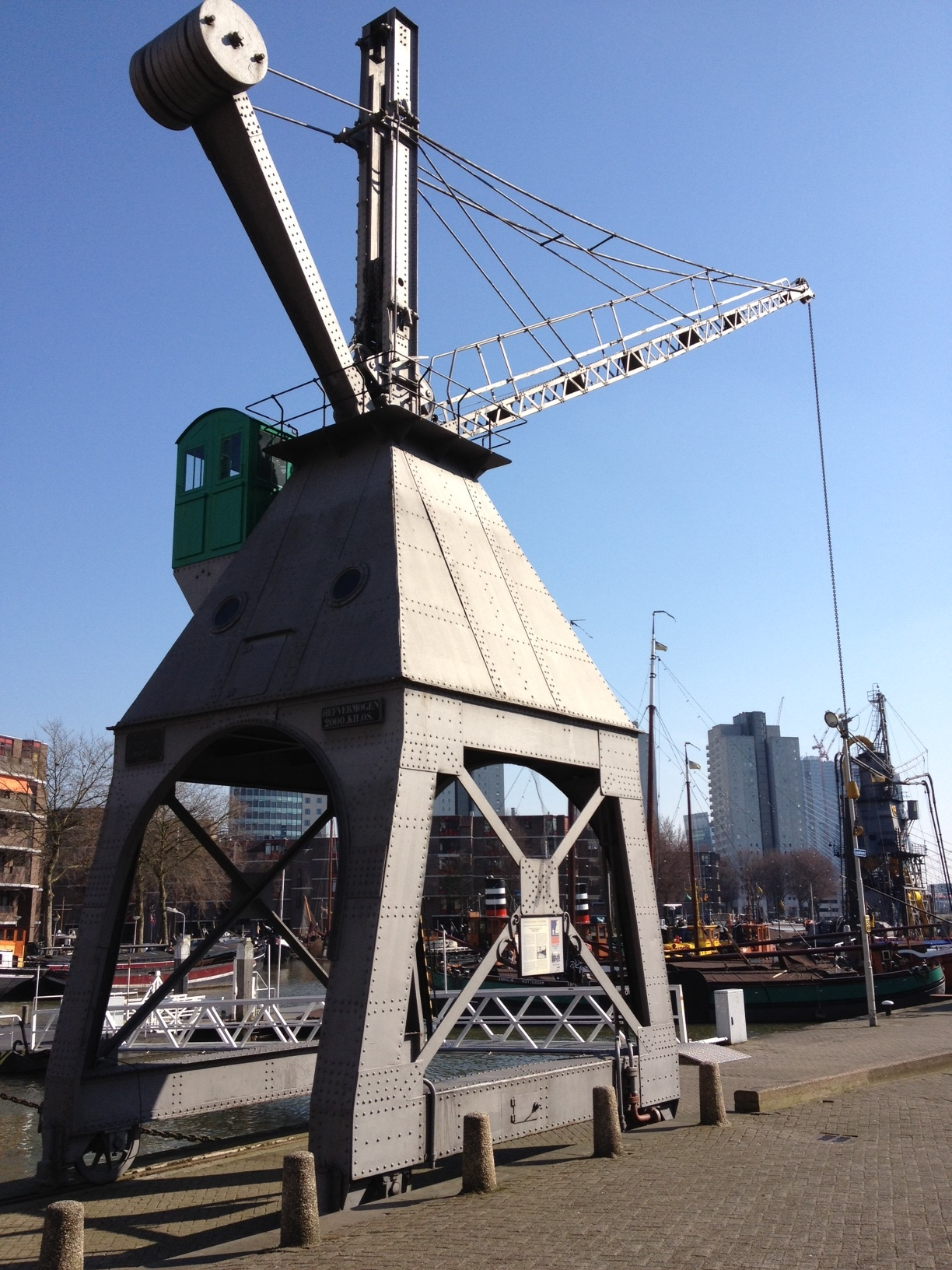
Havenkraan die werkt op waterdruk. Deze kraan van het Havenmuseum Rotterdam komt uit Antwerpen.

In tegenstelling tot de bouwkranen, waarbij de hijssnelheid bepaald werd door het arbeidsritme van de metselaars, hadden de havenkranen gewoonlijk twee tredraderen om het laden en lossen sneller te laten verlopen. De twee tredraderen, waarvan de doorsnede op 4 m en meer geschat werd, zaten aan beide zijden van de kraanas en draaiden tegelijk. Tegenwoordig bestaan nog vijftien tredrad-havenkranen in Europa uit de tijd voor de industriële revolutie. Ze zijn te vinden in Bergen, Stockholm, Karlskrona (Zweden), Kopenhagen (Denemarken), Harwich (Engeland), Lüneburg, Stade, Otterndorf, Marktbreit, Würzburg, Danzig, Östrich, Bingen, Andernach en Trier (Duitsland). Naast deze stationaire kranen kwamen er in de veertiende eeuw ook drijvende kranen (kraanschepen) voor, die in het hele havengebied flexibel ingezet konden worden.
In 1847 ontwikkelde het Engelse bedrijf van W.G. Armstong in Newcastle upon Tyne een hydraulische kraan op waterdruk. In 1851 werd het eerste exemplaar in Engeland in gebruik genomen. Bij dit systeem had niet iedere kraan een eigen stoommachine nodig. Een centrale stoommachine zorgde voor de waterdruk die bij iedere aangesloten kraan de kracht leverde voor de hijswerkzaamheden. In 1879 werden de eerste kranen in Rotterdam geplaatst door de Rotterdamsche Handelsvereeniging. Ze werden aangesloten op een stoommachine met een accumulator die onder een waterdruk van 55 atmosfeer werd gehouden. Antwerpen had ook deze kranen in gebruik. In de strenge winter van 1890 bevoren de waterkranen en stonden daardoor zo'n drie maanden stil. Rotterdam besloot over te stappen op elektrische kranen. In 1935 werd de laatste Rotterdamse waterkraan gesloopt. In Antwerpen stopte de laatste waterkraan in 1975.

## Modellen

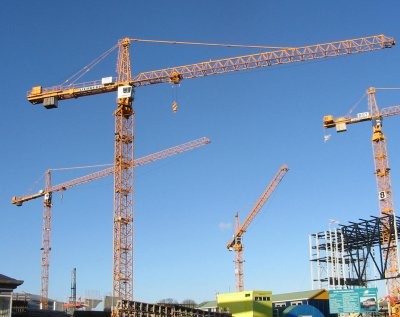
Torenkranen op een grote bouwplaats, december 2003

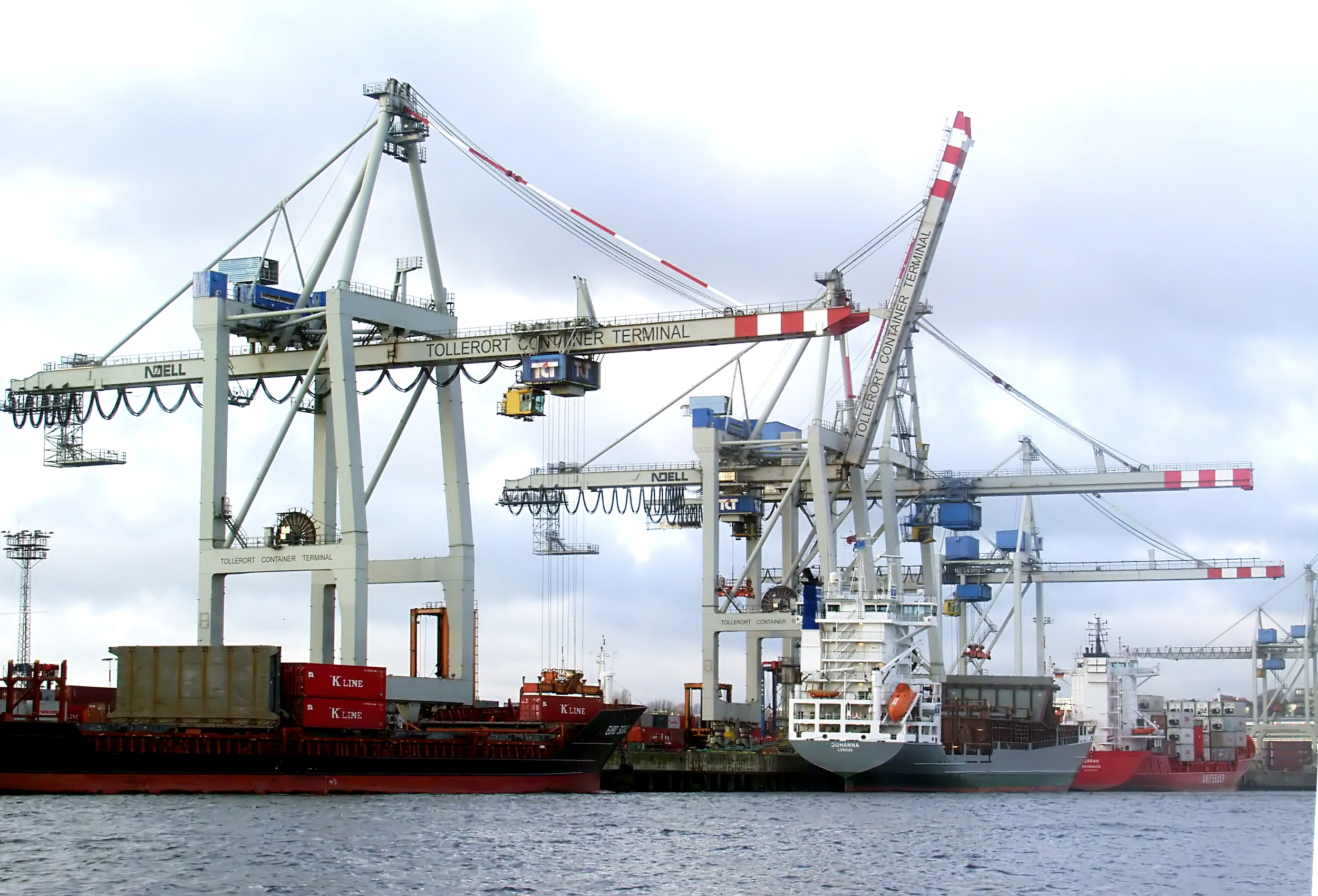
Containerkranen in de Hamburger containerterminal

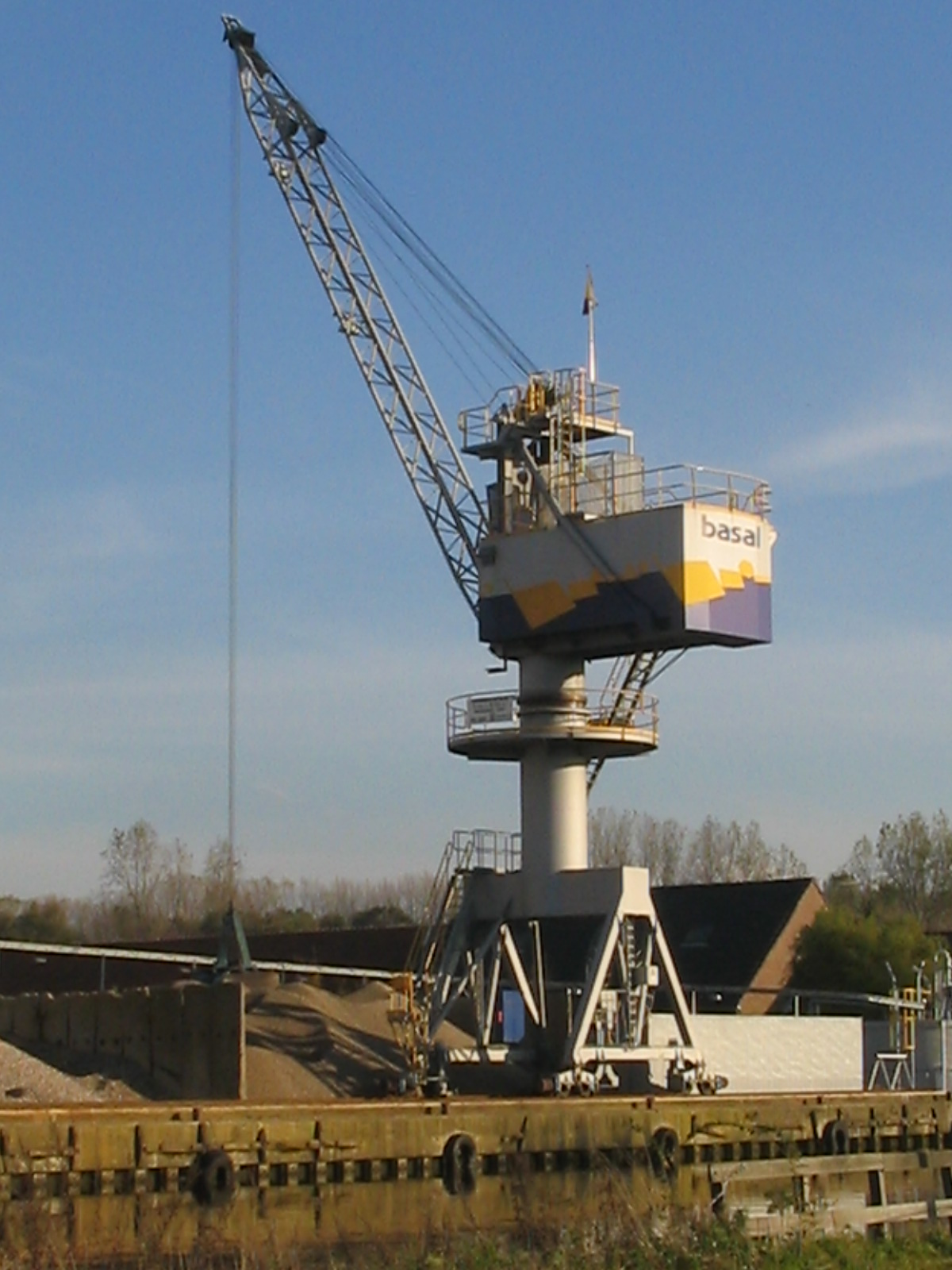
Hijskraan om grind en zand mee over te slaan

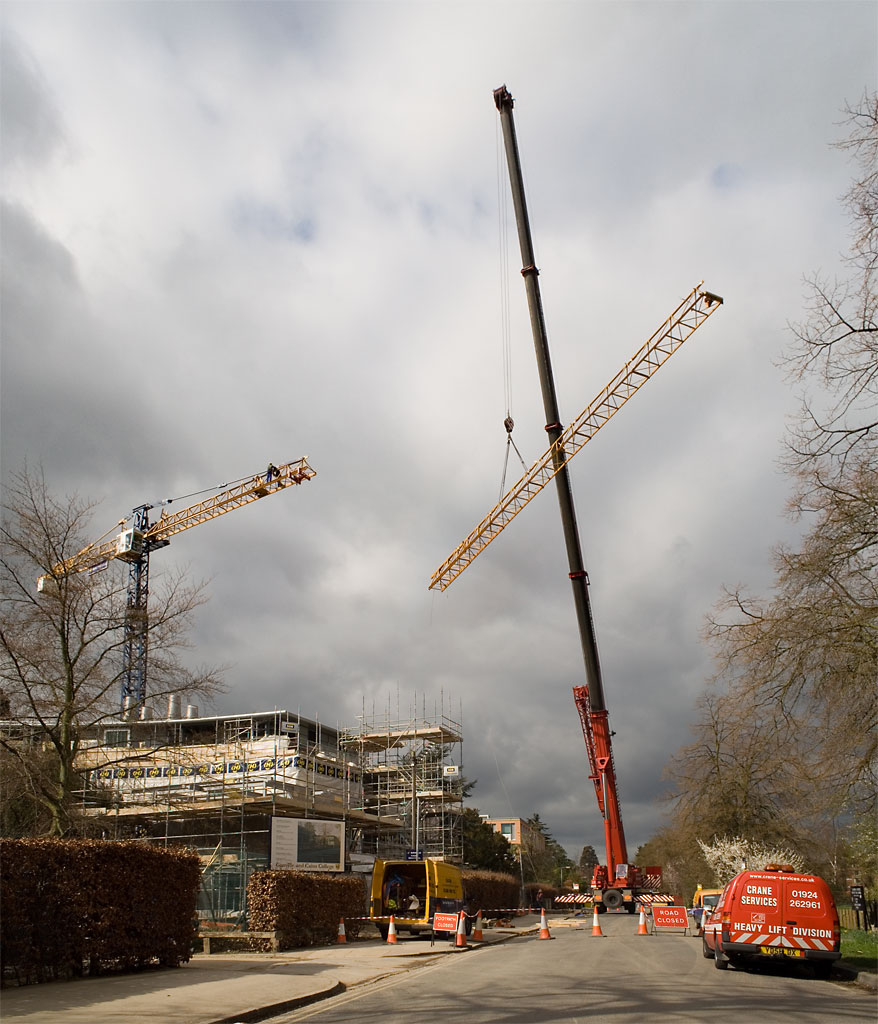
Een mobiele-telescoopkraan met 5 segmenten, helpend met het afbreken van een torenkraan

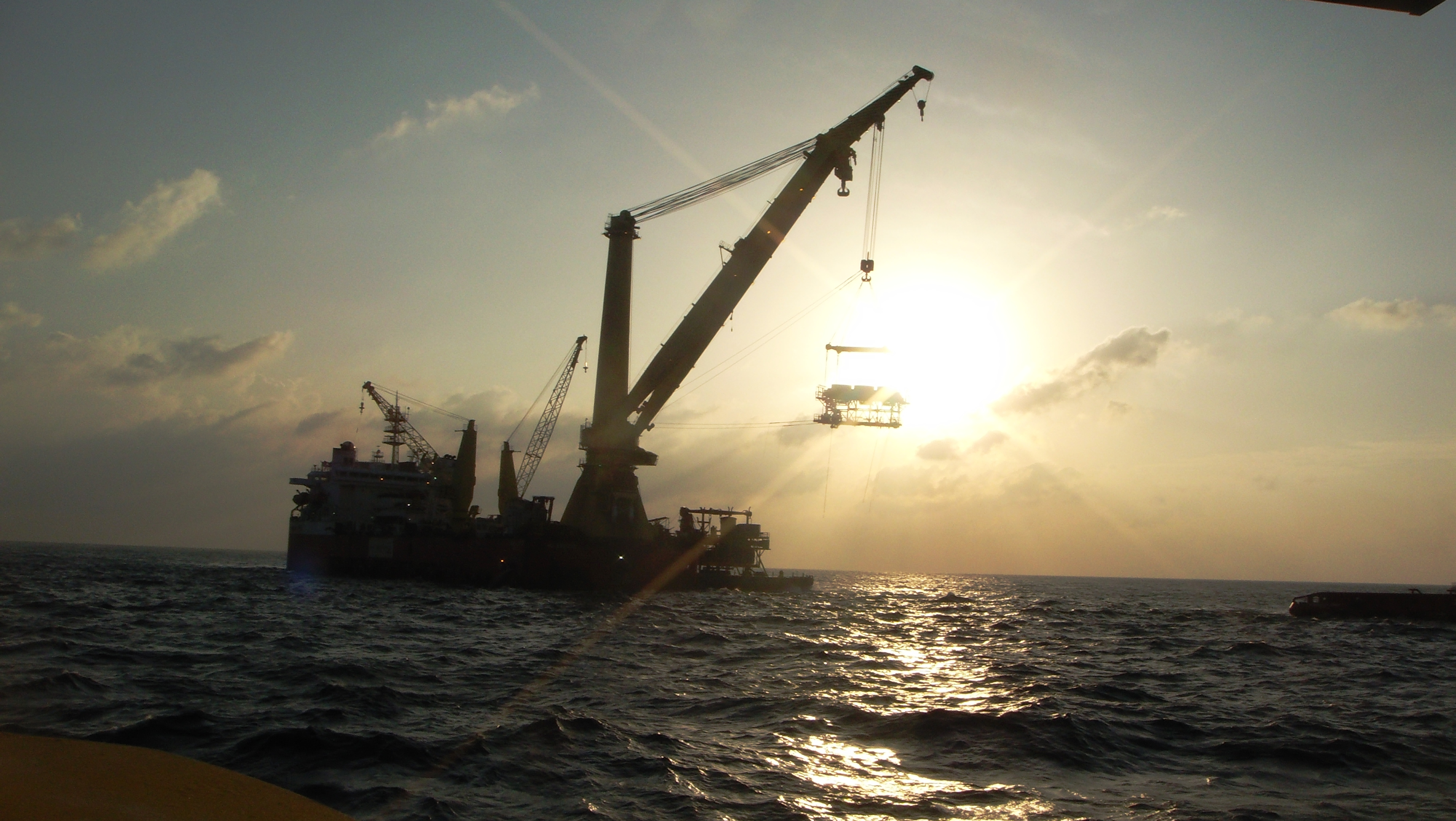
Mastkraan op een schip

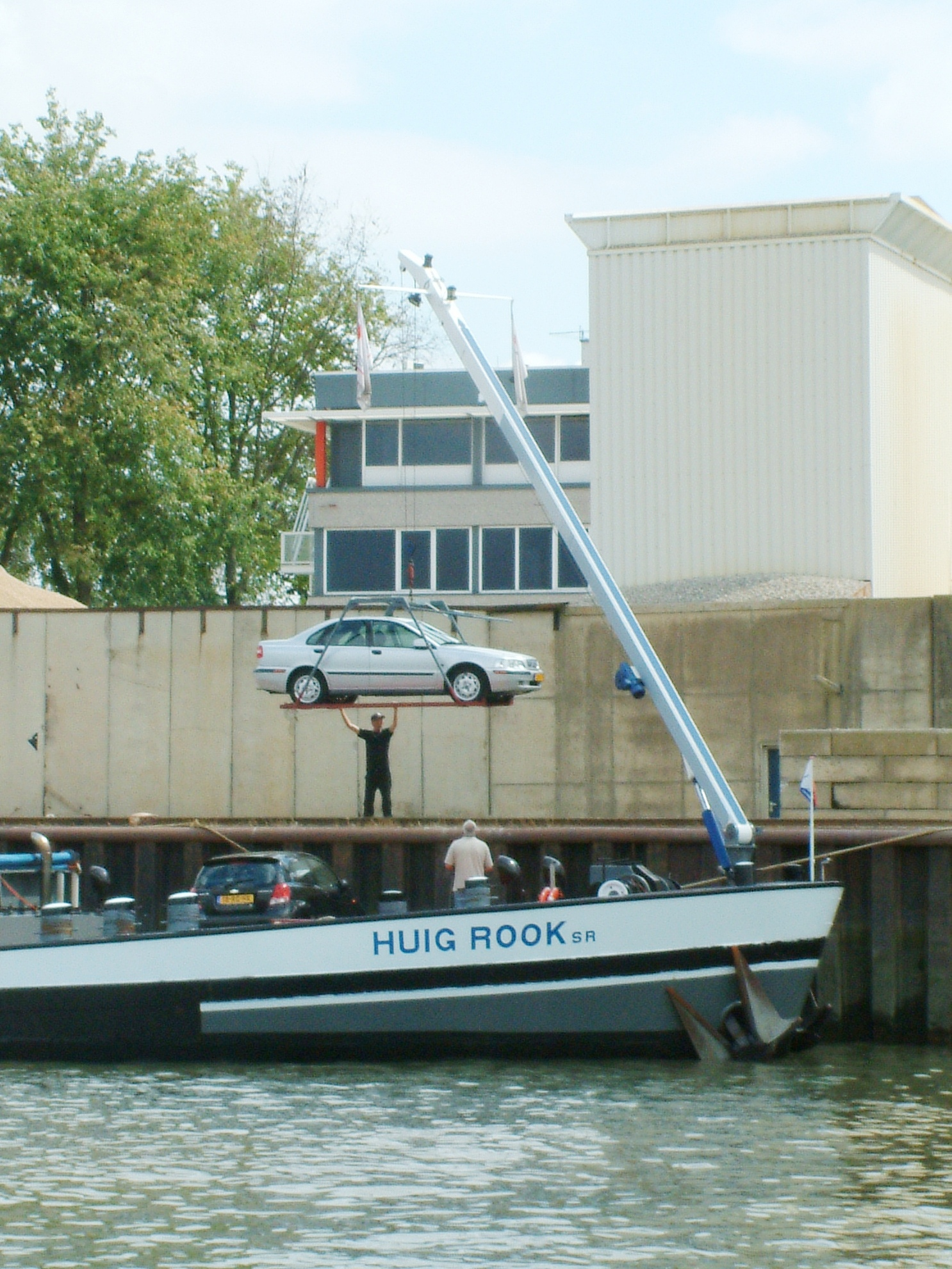
Autokraan van het binnenschip de Huig Rook Sr, met oprijframe

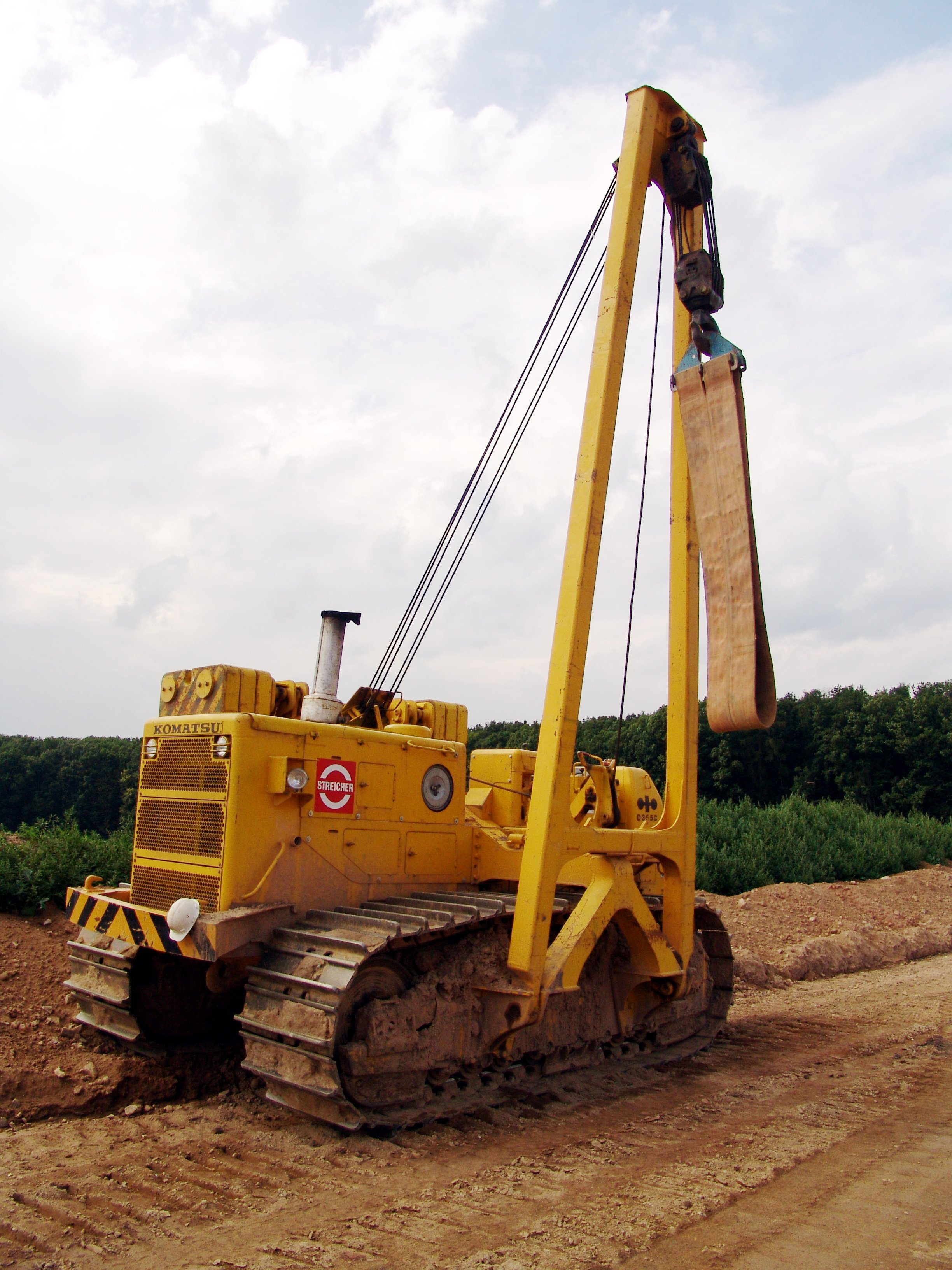
Hijskraan op rupsbanden

Kranen kunnen als volgt ingedeeld worden:

### Hijskranen
Een veelgebruikt model is de hijskraan. Deze bestaat uit een stalen boomconstructie die op de grond bevestigd is. De boom kan aan de onderzijde draaien. Bovenaan deze constructie is een eveneens stalen horizontale boom bevestigd, die in hoogte kan worden versteld. Aan het einde van deze boom hangt een haak, die met kabels omhoog of omlaag kan worden gehaald.
Moderne kranen hebben elektromotoren die de kabels kunnen op- en afrollen. Sommige kranen hebben verbrandingsmotoren. Bovenaan de kraan is vaak een cabine voor de kraanmachinist. Achter de cabine, aan het andere uiteinde van de horizontale boom, bevindt zich een contragewicht.

### Torenkranen
Een torenkraan (ook werfkraan of bouwkraan genoemd) bestaat uit een mast (een metalen frame) die op de grond staat of verankerd is in een betonnen voet. Soms staat de mast op rails waarover de kraan kan rijden. Bovenaan de mast zit de giek, de horizontale arm. De giek draait ten opzichte van de mast. Over de giek rijdt een loopkat waardoor de haak dichter en verder van de mast kan komen. De haak hangt aan de loopkat. Door middel van een lier kan de haak omhoog en omlaag.
Een torenkraan kan wel honderd meter hoog zijn.

### Telescoopkranen
Telescoopkranen zijn vaak een geïntegreerd ontwerp met de vrachtwagen. Het bestaat uit een stelsel kokers die telescopisch uitschuiven tot soms wel 8 keer de lengte van de basiskoker.
Deze hijsarm kan omhoog en omlaag scharnieren. Het geheel kan in het horizontale vlak draaien. Over de arm loopt een kabel. Aan het uiteinde is de haak bevestigd en aan de truckzijde de lier. Hierdoor kan de kraan hijsen.

### Autolaadkranen
Een ander type kraan is de autolaadkraan. Dit is een kraan die op een vrachtwagen kan worden gemonteerd. Hiermee kan de auto door de kraan zelf worden beladen of worden gelost. De kraan is opgebouwd uit een kolom, hefarm en een knikarm. In de knikarm zijn weer uitschuifdelen geplaatst. Dit kan compact worden opgevouwen. Op de vrachtwagen is dan nog voldoende ruimte voor lading. Soms wordt een autolaadkraan nog van een lier voorzien.
Autolaadkranen komen in verschillen ton-meter-klassen voor. De kranen in het zwaardere segment worden wel voorzien van een tweede knikarm (een Fly-Jib) aan het uiteinde van de eerste knikarm. Hierdoor worden de mogelijkheden van de kraan vergroot.
Een laadkraan kan uitgerust zijn met een bedieningspost op een platform waarop de operator zit (hoogzit) of staat (hoogsta) en de kraan bedient via een bediening. De meeste moderne autokranen zijn echter voorzien van radiografische besturing waardoor de kraanmachinist vrij kan rondlopen op de laad- of losplek en daardoor een beter uitzicht heeft.
Kraanarmen op binnenschepen worden gebruikt om de auto's van de schippers en opvarenden aan de wal te zetten. Meestal worden daarbij op maat gemaakte hijsbanden gebruikt, maar er zijn ook aangepaste kooien met oprijgoten in gebruik. Door het gebrek aan voldoende autoafzetplaatsen moeten binnenschippers hun auto soms over grote afstand aan de wal zetten. Autokranen van 20 meter lengte zijn aan boord geen uitzondering meer.

### Verrijdbare autolaadkranen
De verrijdbare autolaadkraan is een autolaadkraan gemonteerd op een verrijdbaar chassis. In tegenstelling tot de normale autolaadkranen hebben verrijdbare autolaadkranen een eigen hydraulisch systeem.
De verrijdbare autolaadkranen worden vooral in combinatie met een oplegger gebruikt. In zo'n oplegger zijn rails verwerkt waarmee het chassis wordt geleid. De kraanmachinist bedient de kraan in een speciaal zitje dat op de kraan is gemonteerd.
Het voordeel van de verrijdbare autolaadkraan is het verminderde gewicht: doordat de kraan over de oplegger kan rijden, is een relatief lichte kraan voldoende om de lading te lossen. Door de lichte kraan wordt het maximale toegestane gewicht van de oplegger minder snel bereikt waardoor de transporteur meer goederen kan laden.

### Bovenloopkranen
In werkplaatsen en opslagplaatsen worden bovenloopkranen of portaalkranen gebruikt. Over de lengte van de loods worden aan de zijkanten horizontale liggers aangebracht, waarover een constructie rijdt met een loopkat, die de hijsfunctie vervult. Ze bestaan handbediend (met een ketting) en elektrisch aangedreven.

### Mastkranen
Mastkranen zijn zware offshore- en scheepskranen die zich kenmerken door een draaibare giek, terwijl de mast niet beweegt. Een dergelijke kraan kan, afhankelijk van de grootte, tot 5000 ton heffen. De mastkraan werd in Nederland uitgevonden door Huisman-Itrec in 1983. Het grote voordeel van de mastkraan is dat katrollen en lieren gefixeerd staan in het schip, in plaats van mee te draaien met de kraan. Daar wordt het gewicht van de kraan dat meedraait kleiner en kunnen de giek en de lagers lichter worden gemaakt. Ook neemt de hele constructie veel minder ruimte in. Onder andere Sapura, Mammoet, Subsea 7, Acergy en Jumbo Shipping hebben schepen met mastkranen in gebruik.

### Werkplaatskranen
Werkplaatskranen zijn er in verschillende modellen onder andere wandzwenkkranen voor wand bevestiging en kolomzwenkkranen die gemonteerd zijn op een kolom

## Stabiliteit torenkranen
Op grote bouwterreinen staat meestal een torenkraan. Die torent boven alles uit en kan tientallen meters hoog zijn. De giek heeft een reikwijdte van eveneens tientallen meters. Bouwvakkers gebruiken een torenkraan om zware materialen, zoals staal en beton, en machines naar boven te hijsen.
Sommige torenkranen kunnen wel meer dan veertig ton heffen. Toch vallen torenkranen niet om, doordat torenkranen stevig vastgeklonken worden aan een grote en zware betonnen vloerplaat. Die vloerplaat wordt enige tijd voor de kraan wordt opgebouwd, meegenomen in de fundering van het gebouw en kan wel meer dan honderdtachtig ton wegen. Bovendien is aan de giek een zwaar verplaatsbaar contragewicht bevestigd, zo dat het zwaartepunt van de giek inclusief last en contragewicht boven het verticale deel van de kraan ligt.
Bij mobiele torenkranen zit het contragewicht onder op het bovenframe dat mee rondzwenkt. Deze kraan valt niet om doordat het zwaartepunt van de hele kraan met last achter de stempelpoten ligt.

### Kraanboek
In Nederland staan in het kraanboek de karakteristieke fabricage- en ontwerpgegevens van de desbetreffende kraan vermeld. Ook worden hierin alle onderhouds- en inspectiebeurten afgetekend. Een kraanboek is wettelijk verplicht bij alle hijswerktuigen met een capaciteit van twee ton of meer. Het moet in of in de onmiddellijke nabijheid van het werktuig bewaard worden en bij inspectie of aanvraag kunnen worden getoond.

## Ongelukken met kranen
Soms gebeuren er ongelukken met torenkranen. Zo viel op 10 juli 2008 een torenkraan om tijdens werkzaamheden in Rotterdam-Alexander. De kraanmachininst kwam hierbij om het leven. Uit onderzoek van de Onderzoeksraad voor Veiligheid bleek dat het falen van deze kraan niet kwam door fabricagefouten of het opereren buiten de toegestane parameters. Uit een modellering van deze torenkraan met behulp van de eindige-elementenmethode bleek dat een mogelijke oorzaak van het falen van de constructie lag in het uitrijden van de kat van de kraan ten gevolge van een groter dan gedachte vervorming van de giek.
Andere voorbeelden van ongelukken met torenkranen zijn:
- Cuijk, 31 oktober 2002. De kraanmachinist en een monteur kwamen om, terwijl zij bezig waren contragewichten te installeren. Een derde persoon raakte gewond. Oorzaken waren waarschijnlijk dat er geen grondverbetering was toegepast en dat het funderingsblok van de kraan te klein was.
- Rotterdam Brielselaan, 2 december 2003.[3] De kraan viel om tegen een graansilo.
- Utrecht, 18 januari 2007.[4] Hierbij vielen vier gewonden, toen de kraan van aannemer BAM op het Marinus Ruppertgebouw aan de Leuvenlaan terechtkwam.
- Horst, 20 juli 2007, met twee gewonden.[5] De kraan viel om tijdens het opbouwen, mogelijk doordat er onvoldoende contragewicht was aangebracht tijdens het bevestigen van de arm.[6]
- Alphen aan den Rijn, 3 augustus 2015, tijdens het aanbrengen van een brugdeel.[7] Twee kranen stonden op een ponton in het water van de Oude Rijn. Dit ponton was onvoldoende stabiel en ging hellen.[8]
- Nieuwpoort, 27 december 2017 rond 18 uur, tijdens een storm aan de Belgische kust, valt een torenkraan tegen een flatgebouw (Residentie Mosselbank). Hierbij viel een dode en 3 gewonden in het gebouw.[9] Het proces tegen het kraanbedrijf en enkele werknemers startte in september 2019.[10] In juni 2020 deed de rechtbank uitspraak: enkel het kraanbedrijf werd schuldig bevonden aan het incident omdat het het gevaar van de stormwind niet goed ingeschat had, en dus niet voorzichtig genoeg was geweest. Het bedrijf werd veroordeeld tot een boete van 12.000 euro, gedeeltelijk met uitstel.[11]

## Websites
- Kranendag 2018: Varend door de Rotterdamse haven. Gerard Jacobs

## Voetnoten
1. ↑  17, 4, 15
2. ↑  Ten behoeve van de overslag van goederen over de dijk tussen de Vaartsche Rijn en de Hollandse IJssel.
3. ↑  NU.nl. Dode en gewonden na ongeluk met bouwkraan, 2 december 2003. Gearchiveerd op 16 januari 2021.
4. ↑  NU.nl. Bouwkraan stort neer op gebouw in Utrecht (video), 18 januari 2007. Gearchiveerd op 18 oktober 2021.
5. ↑  NU.nl. Gewonden bij omgevallen kraan Horst, 20 juli 2007.
6. ↑  Gewonden bij omvallen bouwkraan in Horst | Reindonk. www.reindonk.nl. Geraadpleegd op 18 mei 2017.
7. ↑  NOS. Kranen met brugdeel vallen op huizen Alphen aan den Rijn, 3 augustus 2015.Gearchiveerd op 5 januari 2022.
8. ↑  'Kraanongeluk Alphen had voorkomen kunnen worden'. RTV Rijnmond. Gearchiveerd op 24 november 2020. Geraadpleegd op 18 mei 2017.
9. ↑  Storm aan de kust:1 dode door omgevallen torenkraan in Nieuwpoort. VRT NWS (27 december 2017). Gearchiveerd op 27 november 2020. Geraadpleegd op 4 juni 2020.
10. ↑  Kraanbedrijf vraagt vrijspraak in proces over omgewaaide torenkraan in Nieuwpoort. De Standaard (13 september 2019). Gearchiveerd op 21 oktober 2020. Geraadpleegd op 4 juni 2020.
11. ↑  Kraanbedrijf is verantwoordelijk voor dodelijk ongeval met torenkraan in Nieuwpoort in 2017. VRT NWS (3 juni 2020). Gearchiveerd op 12 juni 2020. Geraadpleegd op 4 juni 2020.